# Cleistocactus strausii
Cleistocactus strausii (Heese) Backeb., 1934 è una pianta succulenta della famiglia delle Cactacee, endemica della Bolivia.

## Descrizione

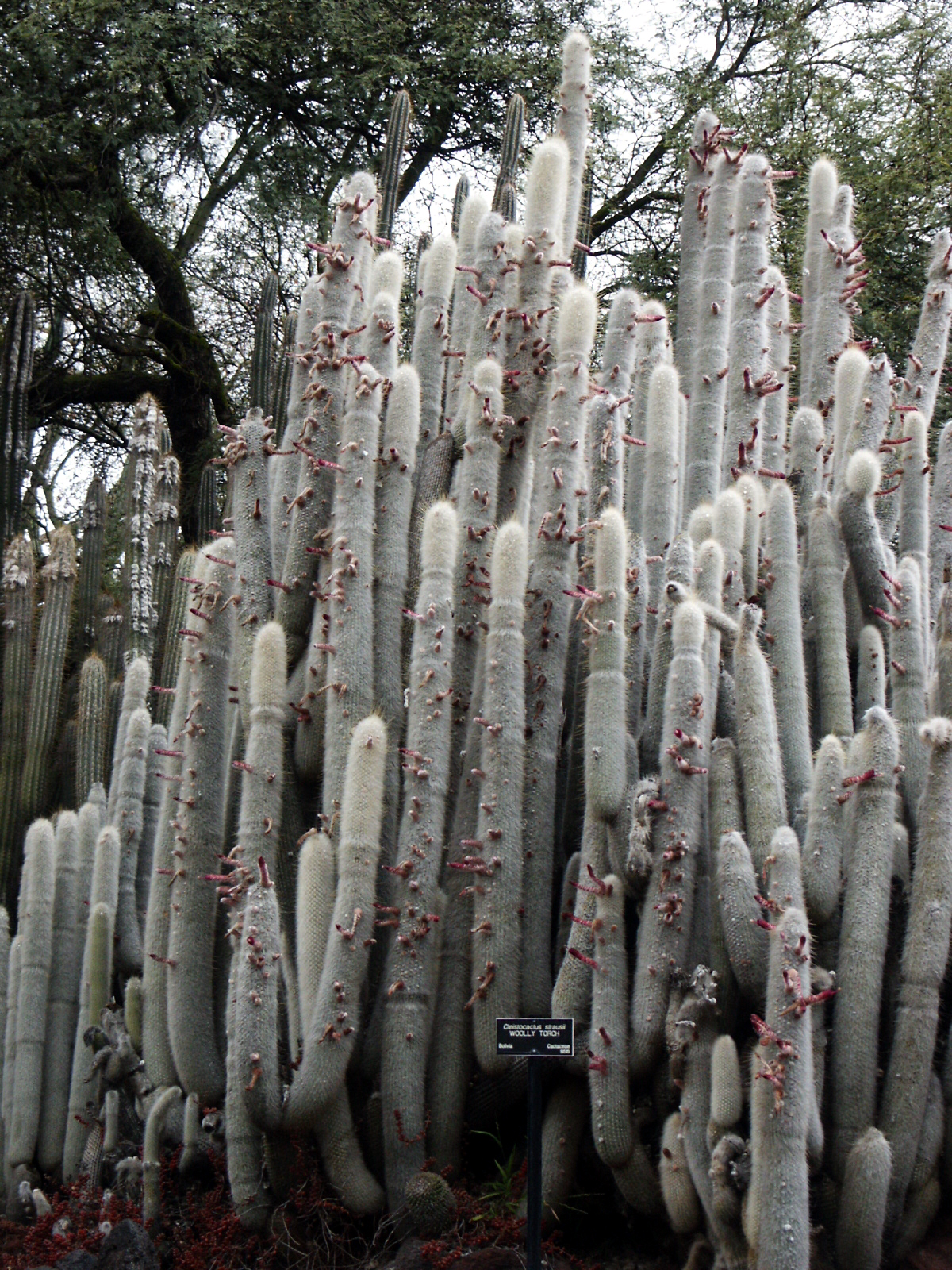
Esemplari di Cleistocactus strausii

È una pianta succulenta a fusto eretto e colonnare che può raggiungere anche i due metri di altezza e i 4-8 centimetri di diametro.
Il fusto, costituito da circa 25 costolature poco profonde, è di colore verde chiaro ma è ricoperto da piccole areole biancastre da ognuna delle quali si sviluppano più di 30 spine sottili bianco-argentate e di lunghezza 1–2 cm; insieme, esse sono paragonabili a una folta peluria bianca e, incrociandosi, ricoprono quasi interamente il fusto facendolo apparire argentato. Al centro dell'areola sono generalmente presenti 4 spine più lunghe di colore giallo-brunastro.
Nella parte apicale del fusto, quella più densamente coperta di spine, questa pianta produce dei fiori di colore rosso-violaceo, cilindrici, tubulosi, pelosi e scagliosi, dritti e ortogonali al fusto, che possono raggiungere i 10 cm di lunghezza; essi si schiudono leggermente nelle ore diurne per consentire l'uscita degli organi fiorali (gli stami).
I frutti, globosi, di color rosso, lanosi e deiscenti a maturità (ovvero che si aprono spontaneamente raggiunta la maturità per lasciare cadere i semi), contengono numerosi semi bruno-nerastri.

## Coltivazione
Esposizione: è opportuno porre la pianta di un luogo soleggiato possibilmente su un terrazzo o all'aperto, se tenuta all'interno è necessario tenerla costantemente vicino ad una finestra.
Durante l'inverno può rivelarsi utile la presenza di una serra fredda nella quale collocare la pianta, e comunque bisogna metterla in un luogo dove la temperatura non scenda sotto i 5 gradi Celsius.
Annaffiatura: durante l'estate è preferibile innaffiare una volta ogni 15 giorni(comunque dipende dal terriccio).
In inverno se tenuta in serra fredda o su un terrazzo ci si può limitare anche a bagnarla solo un paio di volte.
Terriccio: se coltivata in vaso il terriccio deve essere molto drenante per evitare marciumi radicali, è ovvio che più drenante sarà il terriccio più frequenti dovranno essere le innaffiature.
Generalmente 3 parti di lapillo lavico o pomice e 1 di terriccio possono andar bene.